# Valle de Valdelaguna
Valle de Valdelaguna es un municipio situado en la provincia de Burgos, perteneciente a la comunidad autónoma de Castilla y León (España). Está enclavado en la comarca de La Demanda y Pinares, partido judicial de Salas de los Infantes. Su capital es la pedanía de Huerta de Abajo.

## Geografía
El Valle de Valdelaguna es recorrido por el río Tejero hasta desembocar en el río Pedroso. 
Situado a 71 km al SE de la capital, Burgos, a 1166 m de altitud; con 197 habitantes y 92,66 km².
Comprende los barrios de Nuestra Señora de la Vega y Bezares y las pedanías de Quintanilla de Urrilla, Huerta de Abajo, Tolbaños de Abajo, Tolbaños de Arriba y Vallejimeno.

## Historia
El municipio nace en 1595, con la unión de Huerta de Arriba, Huerta de Abajo, Tolbaños de Arriba, Tolbaños de Abajo, Quintanilla de Urrilla y Vallejimeno, bajo la denominación Real Valle y Villa de Valdelaguna.
En 1949, Huerta de Arriba abandona el valle para consituirse como municipio independiente. 
Conocida como Jurisdicción de Valdelaguna, en el partido de Aranda, jurisdicción de realengo, con alcalde ordinario, formada por 8 villas, incluidas en los actuales municipios de Barbadillo de Herreros, Huerta de Arriba y Valle de Valdelaguna.
A la caída del Antiguo Régimen se crea el ayuntamiento constitucional de Valle de Valdelaguna, en el partido de Salas de los Infantes perteneciente a la región de Castilla la Vieja. Quedan segregadas las villas de Barbadillo de Herreros y Huerta de Arriba que forman municipios independientes.

## Demografía

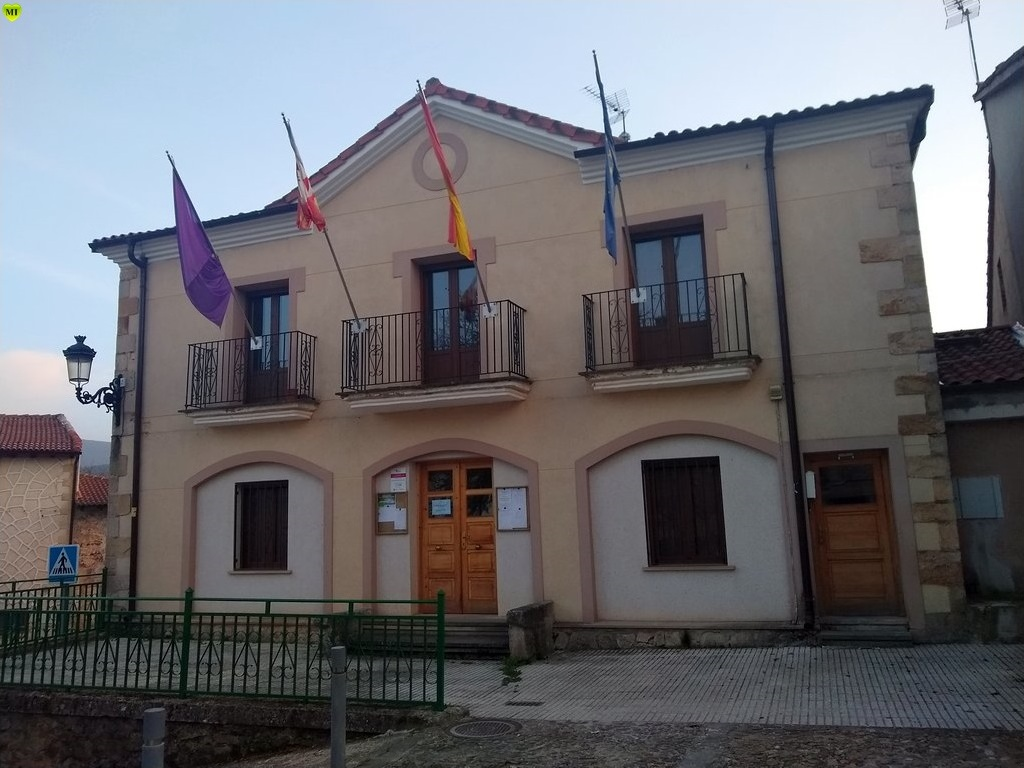
Casa consistorial

Valle de Valdelaguna cuenta con una población de 190 habitantes (INE 2024).
| Gráfica de evolución demográfica de Valle de Valdelaguna entre 1842 y 2021 |
| |
| Población de derecho según los censos de población del INE. Población de hecho según los censos de población del INE.Entre el censo de 1950 y el anterior, disminuye el término del municipio porque independiza a Huerta de Arriba. |